# Pedret (Pedret i Marzà)
Pedret és una entitat de població del municipi de Pedret i Marzà, a l'Alt Empordà. En el cens de 2007 tenia 20 habitants. El nucli està molt disseminat, però compta amb un petit grup de cases al voltant de la interessant església romànica.